# أشرطة الإلحاد
أشرطة الإلحاد هي سلسلةٌ وثائقية تلفزيونية يعود إنتاجها لعام 2004، قدمها جوناثان ميلر على قناة بي بي سي. تعتمد هذه الوثائقية في فكرتها على السلسلة العامة بعنوان «الإلحاد: تاريخ قاسٍ من عدم الإيمان»، ولكن هذه السلسة كانت طويلة جدًا بحيث لم يكن لها نهاية واضحة.
بدلًا من ذلك، وافقت قناة بي بي سي على إنتاج سلسلة أشرطة الإلحاد كسلسلة مكمّلة للسلسلة الأساسية. تتكون هذه السلسة المكمّلة من ستة برامج ويتضمن كلٌ منها مقابلة ممددة مع أحد المشتركين.

## البرامج
أُنتجت البرامج الستة على شكل مقابلات، نقدم لك الملخّصات الآتية التي تُعد اختصار لردود المشتركين على أسئلة ميلر:

### كولين ماكغن
يتحدث الفيلسوف الإنكليزي ماكغن عن الأسباب المختلفة لعدم الإيمان بالله وبعض الأسباب الأخرى وراء الإيمان بالله. يقدم ماكغن حلًّا شاملًا للنزاع الوجودي حيث قدّم مخططًا مهمًا للتمييز بين الإلحاد (عدم الإيمان بالإله) والعدميون (معارضة التوحيد الإلهي). عرّف أيضًا عن نفسه كملحد وكعدمي. أخيرًا، توقّع ماكغن بوجود مجتمع ما بعد توحيدي.

### ستيفين وينبيرغ
يتحدث الفيزيائي الأمريكي وينبيرغ عن التأثير الكبير لجدال التصميم في الماضي والحاضر، ويناقش أيضًا الأسباب التي تجعل الناس متدينين متضمنًا التأثيرات المتعددة للجدليات الفيزيائية والبيولوجية ضد الدين. ربط ميلر هذه الأفكار مع الاحتمالية الكبرى بأن العلماء البيولوجيين أقل إيمانًا من العلماء الفيزيائيين.
عمل وينبيرغ على التمييز بين الأعمال التي يقام بها باسم الدين والأعمال التي يقوم بها الدين وقال أن كل هذه الأعمال واقعية وخطيرة. ناقش وينبيرأيضًا اختلاف الإيمان المتدين في أمريكا وأوروبا وأنه لا يحبّذ فكرة الإله الموَحَّد. أنهى وينبيرغ فكرته بقوله أن العلم يحتوي على العديد من الأفكار الدينية وأنه يؤمن بهذه الحالة.

### آرثر ميلر
يتحدث الكاتب المسرحي آرثر ميلر عن الإلحاد من وجهة نظر يهودية حيث ناقش فكرته التي تنص على أنه في بعض حالات معاداة السامية تتكون من المسيحيين الذين يؤمنون أن اليهودية طائفة غير مؤمنة لأنها لا تؤمن أن السيد المسيح هو ابن الله. ويناقشون أيضًا في فكرة الهالة الدينية والوطنية بشكلٍ خاص مع السياسات الأمريكية وكيف أن السبب الرئيسي للحروب في يومنا هذا نابعة عن خليطٍ من الاعتقادات القومية والدينية.
شرح ميلر أخيرًا أنه لا يؤمن بوجود حياة بعد الموت إلّا في حالة الأشخاص الذين يُذكرون عن طريق المقتنيات المادية التي يتركونها ورائهم والأعمال التي يقومون بها خلال حياتهم والتي لا تزال تؤثّر في العالم.

### ريتشارد داوكينز
يناقش العالم البيولوجي ريتشارد دوكينز أولًا فكرة وجود الشيطان التي يمكن أن تعود إلى تشخيص بعض المعتقدات الجوهرية. ناقش داوكينز ثانيًا العملية التي أصبح بها ملحدا بالرغم من أنه نشأ في الكنيسة كإنجيلي. تحدث داوكنز أيضًا في طول الاصطفاء الطبيعي ومدى تأثيره كقوّة موجّهة ضد التطور.
يشير داوكنز في مقابلته على المغالطة في استخدام فكرة إله الكون من أجل توضيح وجود الكون. يتحدث داوكينز لاحقًا عن أهمية الدفاع والإيمان بوجهة نظر العالم التوحيدي.

### دينيز تورنر
يشير عالم اللاهوت البريطاني دينيز تورنر بأنه كونك ملحدًا أو مؤمنًا يعتمد بشكلٍ كبير على ماهية الأسئلة التي تسألها لنفسك. شارك تورنر وجهة نظره بأن الإلحاد يتكبّد عناء نوعه الخاص من التعصب حيث يواجه الملحدون دائمًا السؤال المتعلق بسبب وكيفية خلق شيء من العدم.

### دانيال دينّيت
يوضّح الفيلسوف الأمريكي دانيال دينيت سبب تسميته لأحد كتبه «فكرة دارون الخطيرة» وسبب اعتبار معاصرو دارون بأن نظريته المتعلقة بالتطوّر خطيرة حقًا. يتوجّه دينّيت في فكرته إلى التعامل مع السؤال الإدراكي مثل (هل يختلف الوعي أو الروح عن الجسم؟) متحدّثًا عن رفض دارون للروح والمنشأ المعقول والأسباب النفسية وراء الاعتقاد في فكرة النفس اللامادية.
ثانيًا، تحدّث دينّيت عن تنشئته المسيحية وكيف تحوّل إلى ملحد. يوجّه دينّيت سؤاله مستغربًا عن سبب اعتبار الناس بأن نقد الاعتقادات الدينية هو دليل وقاحة مطلقة عند الناقد.
أنهى دينّيت مقابلته متعجّبًا ما إذا كان بإمكاننا أن نعيش بشكلٍ مؤثّر في العالم ما بعد المؤمن.

## روابط خارجية
- أشرطة الإلحاد على موقع IMDb (الإنجليزية)
- أشرطة الإلحاد على موقع قاعدة بيانات الفيلم (الإنجليزية)
- أشرطة الإلحاد على موقع ليتربوكسد (الإنجليزية)
- أشرطة الإلحاد على موقع كينوبويسك (الروسية)